# 최림
최림(崔林, ? - 244년 12월)은 중국 삼국 시대 조위의 관료로, 자는 덕유(德儒)이며 기주 청하국 동무성현(東武城縣) 사람이다. 최염의 종제이며, 조위에서 삼공으로서 봉읍을 받은 최초의 인물이다. 성어 대기만성(大器晩成)의 유래를 낳은 인물이기도 하다.

## 행적
젊어서는 종형 최염에게만 높이 평가되었다. 조조가 기주를 평정하고 최림을 불러 오장(鄔長)으로 삼았는데, 가난하여 수레도 없어 걸어서 부임했다. 건안 11년(206년), 조조가 고간의 반란을 진압하러 호관(壺關)을 공격할 때 병주자사 장척(張陟)의 추거를 받아 최림은 기주주부(冀州注簿)가 되었고, 기주별가(冀州別駕)·승상연속(丞相掾屬)을 거쳐 위나라가 세워진 후에는 어사중승(御史中丞)에까지 이르렀다.
위 문제가 황조를 수립한 후 상서(尙書)를 제수받았고, 외직으로 나가 유주자사가 되었다. 당시 북중랑장(北中郞將) 오질이 하북의 군사를 거느렸는데, 탁군태수 왕웅은 최림의 별가에게 최림이 오질에게 문안하지 않는 것을 염려하여 말했고, 별가가 이를 최림에게 전했으나, 최림은 유주를 다스려 외인의 침탈을 막는 것을 더 중요하게 여겨 끝내 오질에게 문안하지 않았다. 과연 외인들이 유주를 약탈하던 것은 그쳤으나, 상사를 존중하지 않았음으로 하간태수로 좌천되었다. 세간에서는 최림을 위해 원망하는 것이 많았다.
중앙으로 돌아와 대홍려가 되었다. 당시 구자국에서는 왕의 아들로 황제를 모시게 하여 입조하여 조위 조정의 환대를 받았고, 다른 나라들도 아들을 조위 조정에 보내 내조하였다. 최림은 이들에게 지나친 비용을 쓰고 지나친 호송을 제공할 것을 염려하였고, 이것이 받아들여져 돈황군에는 옛 제도를 참고하여 각국의 사신을 접대하는 상시 제도를 만들게 하는 조서가 내려졌다.
명제가 즉위한 후 관내후에 봉해졌고, 광록훈·사례교위로 전임되었다. 사례교위부에서는 치적을 남겨, 임지에서 떠난 후에도 사모를 받았다. 산기상시(散騎常侍) 유소가 《고과론》(考課論)을 짓자, 최림은 제도 그 자체보다는 제도를 운용하는 사람들의 자세가 중요하다는 의견을 펼쳤다.
경초 원년(237년), 사도와 사공에 결원이 생겼다(사도 동소가 작년 5월 13일, 사공 진군은 작년 12월 24일에 죽었다). 산기시랑(散騎侍郞) 맹강(孟康)은 최림을 추천했고, 그때에는 사공이 되지 못했으나(6월 12일에 진교가 사도, 위진이 사공이 되었다), 진교가 그 해에 죽고, 후임 사도 한기도 이듬해에 죽으면서 최림은 이 해 11월 24일 결국 사공이 되어 사도로 전임된 위진의 빈 자리를 메웠으며, 안양정후(安陽亭侯)로 봉해지고 식읍 6백 호를 받았다. 삼공이 열후에 봉해진 것은 최림이 시초였다. 노상이 상주하여 황제의 명으로 공자에 대한 제사를 드리기를 구하자, 최림은 이를 지지하는 박사(博士) 부지(傅祗)와 의론을 벌였다.
정시 5년(244년)에 숨을 거두었다. 시호를 효후(孝侯)라 하였고, 아들 최술(崔述)이 뒤를 이었다.

## 가계

### 관련 인물
최염
| 전임 위진 | 조위의 사공 238년 11월 24일 ~ 244년 12월 | 후임 조엄 |

## 일화
최림이 젊어서는 명망이 없어 종족들에게서 가벼이 여김을 받았으나, 최염은 항상 최림을 두고 일렀다. “이른바 큰 그릇은 늦게 이루니[此所謂大器晚成者也], 끝내 반드시 심원한 데까지 이르리라.” 이 최염의 평에서 대기만성이란 말이 나왔다.
최림이 대홍려였을 때, 상림은 소부였는데, 깨끗하고 엄한 성격이었으며, 당시 소부와 홍려는 문을 마주보고 있었고, 최림은 활달하여 상림과 다른 기질이었으므로, 상림이 매일 관리들을 매질하는 소리를 듣고 이를 곤란하게 여겼다. 상림은 밤에 관리들을 매질했고, 관리들은 아픔을 못 이겨 울부짖었다. 다음날, 최림은 문을 나서다 상림을 만났고, 조롱했다. “경께서는 정위가 되었다는데, 그렇지 않습니까?” 상림은 왜 묻는지 모르고 대답했다. “아닙니다.” 그러자 최림이 답했다. “당신은 정위도 아니면서 밤마다 죄수를 고문합니까?” 상림은 매우 부끄러워했지만, 그만둘 수 없었다.
같은 군 사람으로, 평민인 왕경(王經)을 발탁하였고, 왕경은 이후 명사가 되어 이 일로 인해 세간의 칭찬을 받았다.

## 친척 관계

### 관련 인물
최염 최호
최수(崔隨, ? ~ ?)는 서진의 상서복야(尙書僕射)로, 조왕(趙王) 사마륜(司馬倫)의 일파였다. 사마륜이 패망하자 폐하여져 갇힌 대로 죽었다.

## 같이 보기
- 삼국지 인물 목록